# Semanotus sinoauster
Semanotus sinoauster är en skalbaggsart som beskrevs av J. Linsley Gressitt 1951. Semanotus sinoauster ingår i släktet Semanotus och familjen långhorningar.
Artens utbredningsområde är:
- Laos.
- Taiwan.

Inga underarter finns listade i Catalogue of Life.